# Karl Riemer (Jurist)
Karl August Hermann Riemer (auch: Carl Riemer; * um 1820; † 28. Februar 1868) war ein deutscher Verwaltungsjurist und Landrat.

## Leben
Karl Riemer studierte an der Albertus-Universität Königsberg Rechtswissenschaft. 1840 wurde er Mitglied der Corpslandsmannschaft Littuania. Er trat nach den Examen in den preußischen Staatsdienst und begann 1856 das Regierungsreferendariat bei der Regierung in Königsberg. Danach Regierungsassessor bei der Regierung in Gumbinnen, wurde er Ende 1860 zunächst kommissarisch und Mitte 1861 endgültig zum Landrat des Kreises Stallupönen ernannt. Das Amt hatte er bis zu seinem Tod 1868 inne.